# Odo III., burgundski vojvoda
Odo III. (francuski Eudes III de Bourgogne) (1166. – 1218.) bio je vojvoda Burgundije.

## Život
Odovi su roditelji bili Hugo III., burgundski vojvoda i Alisa Lorenska. Vojvoda Odo bio je Hugov i Alisin najstariji sin. Alisa je bila Hugova prva žena.
Odo je naslijedio oca na mjestu vojvode, ali je imao drukčiju politiku prema francuskom vladaru, postavši saveznik francuskog kralja Filipa II. u borbi protiv Ivana bez Zemlje i Otona IV. Njemačkog. Također, Odo je bio važna figura u križarskom pohodu protiv katara. Kad je Filip II. odbio sudjelovati, Odo je odlučio djelovati uz pomoć lokalnih biskupa.

### Prvi brak
Odova prva supruga bila je Terezija Portugalska, s kojom Odo nije imao djece. Terezija je bila dijete kralja Alfonsa I. Portugalskog. Terezija i Odo vjenčali su se 1194., ali je Odo napustio („otpustio“) Tereziju 1195. godine.

### Drugi brak
| Portal:Europa | Portal:Europa |

Godine 1199., Odo se oženio gospom Alisom od Vergyja (Alix), čiji je otac bio lord Hugo. Ovo su Alisina i Odova djeca:
- Ivana (1200. – 1223.) – supruga Rudolfa II. Luzinjanskog
- Alisa – supruga Roberta, grofa Clermonta
- Hugo IV., burgundski vojvoda – nasljednik[2]
- Beatricija – supruga Humberta III. od Thoirea (umro 1279.)